# Solegnathus lettiensis
Solegnathus lettiensis là một loài cá thuộc họ Syngnathidae. Loài này sinh sống ở Úc và Indonesia.